# Bounce Back
Bounce Back è un singolo del girl group britannico Little Mix, pubblicato il 14 giugno 2019 su etichetta discografica RCA Records.

## Pubblicazione
Le Little Mix hanno postato un'anteprima di 15 secondi sui loro profili social il 26 maggio 2019; inoltre hanno eseguito una piccola parte della canzone lo stesso giorno al BBC Radio 1's Big Weekend. Il 28 maggio il gruppo ha condiviso un numero di immagini su Spotify che, messe assieme, hanno formato la cover del singolo. Il giorno dopo, in una diretta su Instagram, hanno annunciato la data di pubblicazione.

## Descrizione
Il brano interpola nel ritornello Back to Life (However Do You Want Me) dei Soul II Soul.

## Video musicale
Il video è uscito uscito lo stesso giorno della canzone. Ritrae le ragazze dentro una casa delle bambole.

## Esibizioni dal vivo
Il 15 giugno 2019 si sono esibite per la prima volta con il brano all'One Show. Tre giorni dopo si sono esibite al Late Late Show with James Corden.

## Tracce
Download digitale
1. Bounce Back - 2:40

## Successo commerciale
Nel Regno Unito il singolo ha debuttato alla 10ª posizione della Official Singles Chart con 30 908 unità vendute durante la sua prima settimana, diventando la quattordicesima top ten del gruppo. La settimana seguente è sceso al 17º posto, aggiungendo 21 556 unità al suo totale. Quattro mesi dopo, ad ottobre, ha varcato la soglia delle 200 000 copie vendute, ed è stato certificato disco d'argento dalla British Phonographic Industry.

## Classifiche
| Classifica (2019) | Posizione massima |
| ----------------- | ----------------- |
| Australia         | 86                |
| Belgio (Vallonia) | 82                |
| Grecia            | 45                |
| Irlanda           | 20                |
| Lituania          | 86                |
| Regno Unito       | 10                |
| Romania           | 65                |